# Krakov (sídliště Bohnice)

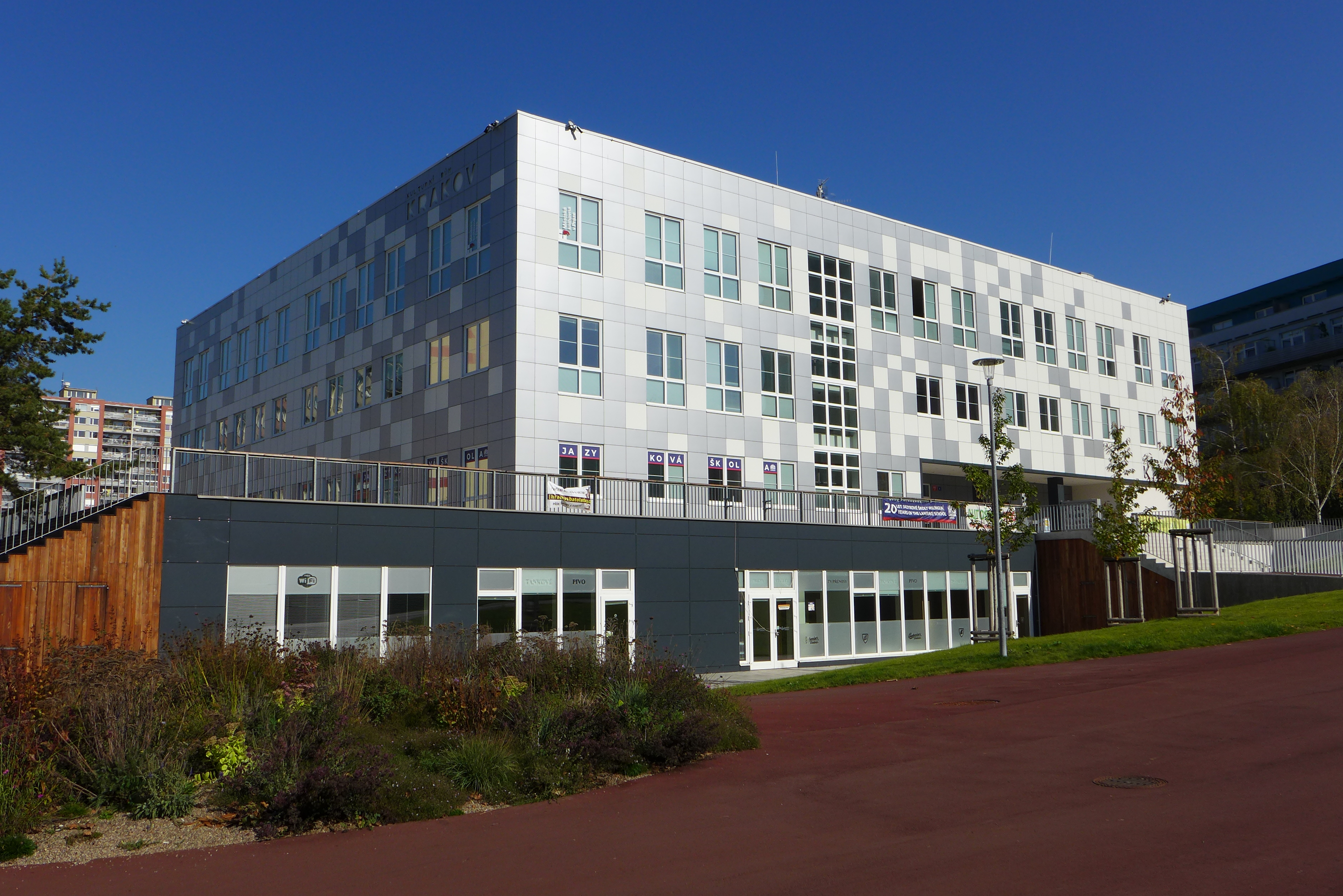
Kulturní dům Krakov na sídlišti Bohnice.

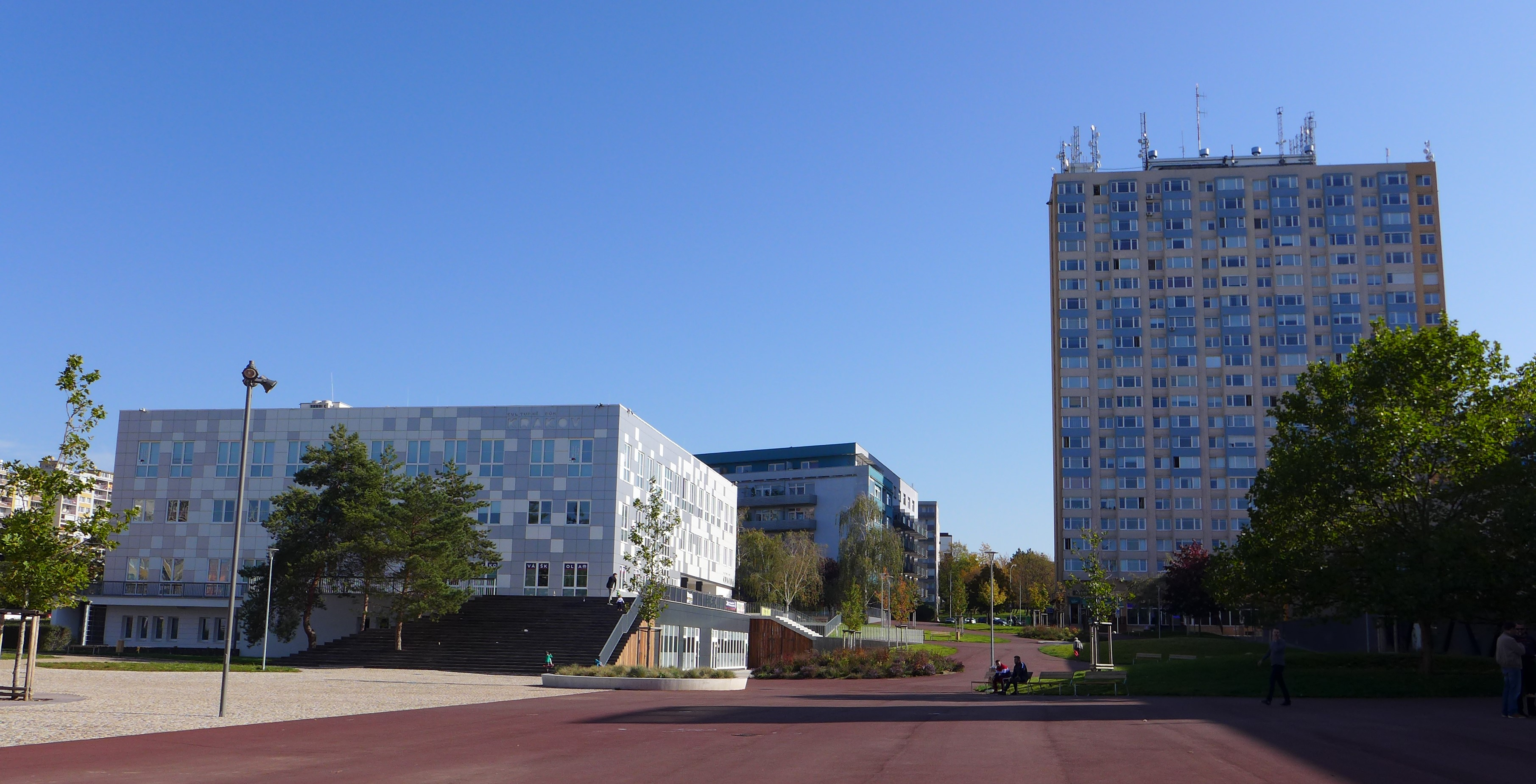
Kulturní dům Krakov a Bytový dům SOL.

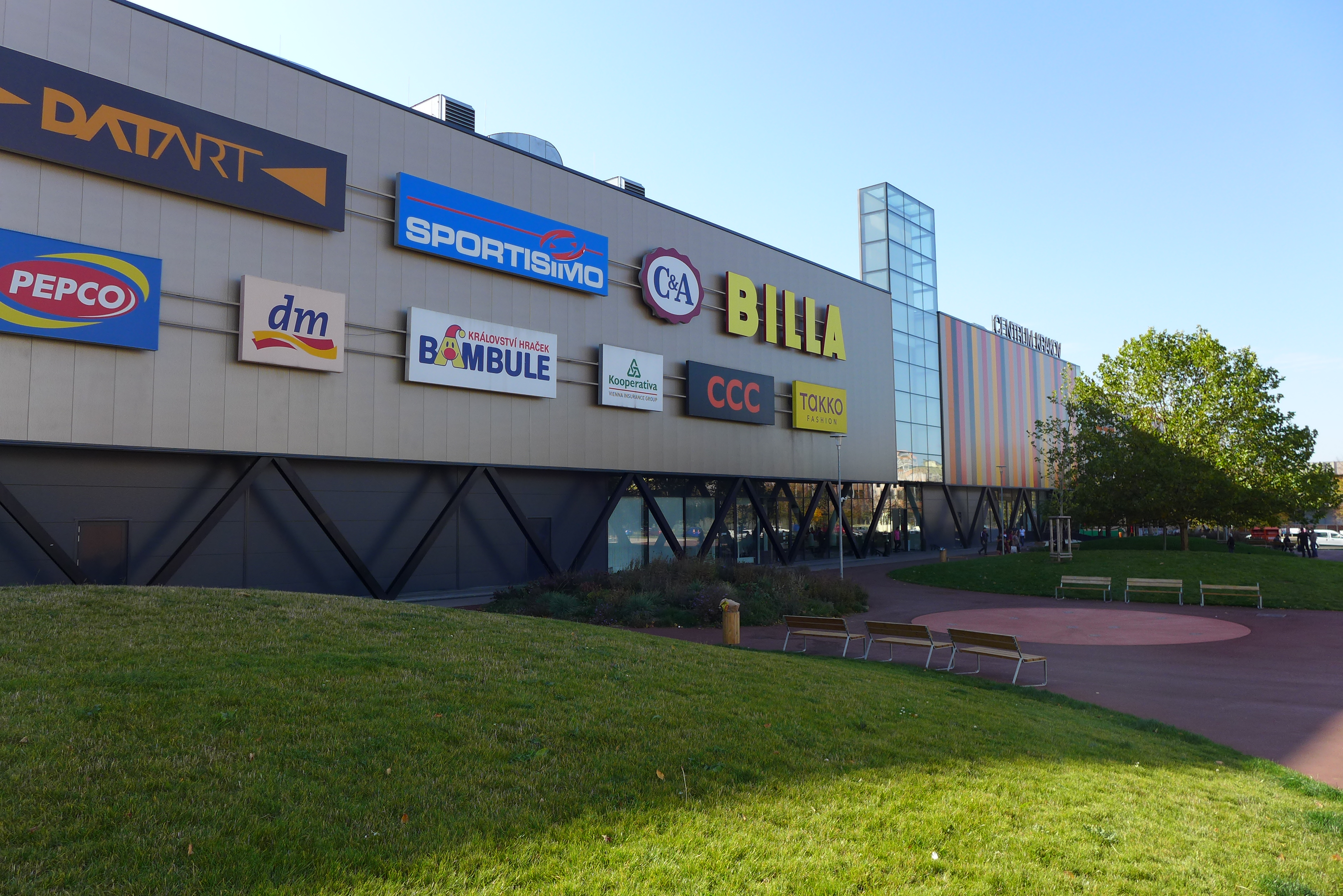
Obchodní centrum Krakov.

Krakov je název obchodního a kulturního komplexu podél střední části jihozápadní větve Lodžské ulice na sídlišti Bohnice, v katastrálním území Troja, v městské části Praha 8. Sestává z několika budov, ohraničených ulicemi Hnězdenská, Olštýnská, Těšínská a Ratibořská. 

## Kulturní dům Krakov
Jednou z budov komplexu je kulturní dům Krakov. Ten je ve vlastnictví městské části Praha 8. Jsou zde umístěny divadelní a přednáškové sály, knihovna a dílny pro zájmové kroužky. Občas se zde koná zasedání zastupitelstva MČ Praha 8. V jednom z pater sídlí odbory školství a kultury Úřadu městské části Praha 8.
Na přelomu let 2013/2014 byl dům kompletně zrekonstruován nákladem necelých 25 mil. Kč. Modernizace zlepšila původní vzhled budovy ze 70. let 20. století a srazila náklady na topení ze 2 milionů Kč ročně asi na polovinu.

## Obchodní centrum Krakov
Třípatrové obchodní centrum bylo otevřeno 1. listopadu 2013. Stavba probíhala v letech 2012 a 2013 na místě, kde stálo původní obchodní centrum ze 70. let 20. století.